# 诺乙雄龙
诺乙雄龙（英語：Norethandrolone）是一种以19-去甲孕烷为骨架的合成代谢类固醇. 在1965年FDA批准药物上市销售商品名Nilevar，在荷尔蒙不足、严重烧伤患者的治疗、严重创伤后、再生障碍性贫血等方面作为雄激素合法使用。现在只有澳大利亚，法国和瑞士市场上有销售。